# Gideons International
Pour les articles homonymes, voir Gédéon (homonymie).
Gideons International ou Les Gédéons est une organisation chrétienne évangélique qui distribue gratuitement des Bibles dans les hôtels et motels, les hôpitaux, les bases militaires, les prisons et pénitenciers, les écoles et les universités ainsi qu'aux arrêts de bus et de métros. Le siège de l'organisation est à Nashville, États-Unis.

## Histoire
En 1888, Samuel E. Hill et John H. Nicholson, sont deux hommes d'affaires qui séjournent dans un hôtel et discutent des besoins d'encouragement lors des voyages. L'année suivante, ils se rencontrent à nouveau, cette fois avec William J. Knights. Ensemble, ils fondent l'association à Janesville au Wisconsin, États-Unis, en 1899. En 1908, avec la croissance de leurs activités, ils étendent leurs distributions aux prisons et aux écoles. En 2015, au niveau mondial, l'association a distribué plus de 2 milliards d'exemplaires de la Bible dans plus de 180 pays du monde. En 2022, elle compterait 269 500 membres dans 200 pays et territoires.

## Programmes
Les distributions de Bibles se font sans prosélytisme, à titre gratuit et ne sont pas suivies de relance. Le financement est assuré par des dons.
La durée d'une Bible des Gideons est de six ans, mais l'association s'efforce de changer les livres en libre accès tous les trois ans. S'approprier les livres n'est « ni encouragé ni interdit ». Dans la ville de Las Vegas, l'association assure la distribution de 120 000 Bibles.

## Affiliations
L’organisation est membre du Conseil évangélique pour la responsabilité financière.

## Critiques
Au nom du principe de séparation entre Église et État, l'association est parfois critiquée pour ses distributions de Bibles devant les écoles, sans autorisation préalable. Des distributions de bibles au sein de l'armée suisse ont également été critiquées.